# Vicente de Valverde
Vicente de Valverde, Vincent de Valverde (ur. pod koniec XV wieku w Oropesie, zm. 31 października 1541 na wyspie Puná k. Guayaquil) – hiszpański dominikanin, uczestnik konkwisty, biskup Cuzco.

## Życiorys
Był synem Francisca de Valverde i Any Alvarez de Vallegada. Od kwietnia 1524 należał do zakonu dominikanów w Salamance, 1529 towarzyszył Francisco Pizarro w jego wyprawie mającej na celu zdobycie Peru. Przed bitwą pod Cajamarca 16 listopada 1532 na polecenie Pizarra usiłował nakłonić władcę Inków Atahualpę do uznania władzy Hiszpanów. W lipcu 1533 prowadził proces Atahualpy, w którym skazał go na śmierć; następnie ochrzcił Atahualpę przed egzekucją. Gdy król Hiszpanii Karol V dowiedział się o zwycięstwie Hiszpanów nad Inkami, mianował ks. Valverde pierwszym biskupem Cuzco, co w styczniu 1537 zatwierdził papież Paweł III. Po śmierci Pizarra Valverde udał się do Panamy, w drodze zatrzymując się na wyspie Puná, gdzie został pojmany i stracony przez Indian.